# USS LST-310
O USS LST-310 foi um navio de guerra norte-americano da classe LST que operou durante a Segunda Guerra Mundial.

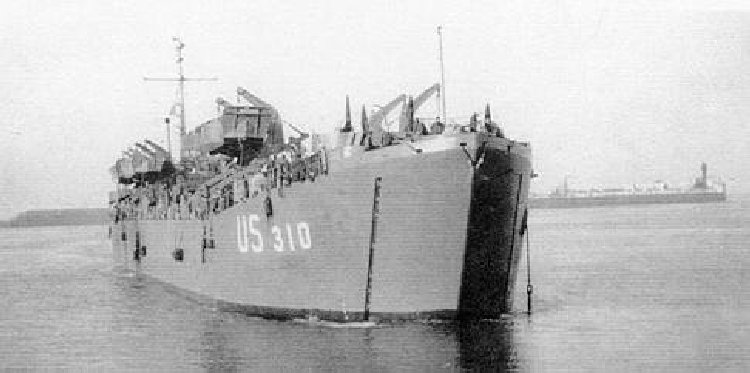
USS LST-310.